# Петрегіно
Петрегіно (рос. Петрегино) — присілок в Вельському районі Архангельської області Російської Федерації.
Населення становить 10 осіб. Входить до складу муніципального утворення Пакшеньгське муніципальне утворення.

## Історія
Від 1937 року належить до Архангельської області.
Від 2004 року належить до муніципального утворення Пакшеньгське муніципальне утворення.

## Населення
| 2002 | 2010 | 2012 | 2014 |
| ---- | ---- | ---- | ---- |
| 12   | ↘7   | ↘5   | ↗10  |